# 下尾みう
下尾 みう（したお みう、2001年〈平成13年〉4月3日 - ）は、日本のアイドル、YouTuberであり、女性アイドルグループAKB48のメンバーである。チーム8 元山口県代表。
山口県出身。DH所属。2018年6月から8月にかけて放送された公開オーディション番組『PRODUCE 48』のファイナリスト。明治学院大学卒業。

## 略歴
2014年の『AKB48 Team 8 全国一斉オーディション』に山口県代表として合格する。
同年8月5日にAKB48劇場にて行われたチーム8「PARTYが始まるよ」公演の初日公演に出演し、劇場デビュー。
2015年7月5日、「ねんりんピック 下関市交流大会」の応援大使に任命された。
2016年3月26日、KRY山口放送にて自身初の冠特別番組「山口からてっぺん目指せ!!AKB48チーム8 下尾みうアイドル向上委員会!!」が放送。
2017年12月8日に行われた『AKB48劇場12周年特別記念公演』で発表された組閣人事においてチームA兼任となる（新チーム体制への移行は2018年4月から）。
2018年11月28日発売のAKB48の54thシングル「NO WAY MAN」で、AKB48のシングル表題曲の選抜メンバーに初選出されることが9月24日に発表された。
2019年、短編映画「父と娘で奏でる奇跡の歌声」で堀川りょうとともにW主演を務める。同作は2月8日より池袋オペラハウスで上映が開始された他、5月18日から19日にかけて札幌サンピアザ劇場でもイベント上映が行われた。
2021年4月8日から18日にかけて上演された、PU-PU-JUICEの第29回公演「フェイクニュース」で舞台初出演。
同年12月8日に行われた『AKB48劇場16周年特別記念公演』で発表された組閣人事において、チームA兼任からチーム4兼任に変更になることが発表された。
2022年2月17日より、YouTubeにて倉野尾成美とともに「なるたおちゃんねる」を開始。
同年12月23日、芸能事務所Vernalossomに移籍したことを発表。
2023年4月2日、株式会社Vernalossomの事業譲渡にともない、芸能事務所Superballに移籍したことを発表。同年4月末でのチーム8の活動休止に伴い、5月1日よりチーム4専任のメンバーとなった。
2024年2月9日、KADOKAWAより1st写真集「僕だけのもの」を発売した。同年11月30日、芸能事務所「Superball」を退所し、12月1日から株式会社DHに所属することが決定。

## 人物
キャッチフレーズは、「下を見ず、上を向いてマイペースに頑張ります。下尾みう、高校2年生の17歳です。」
グループ外では山口県内での活動が多く、2019年には春の全国火災予防運動キャンペーン中、山口市消防本部一日消防長に就任したほか、防火パレードにも参加。2019年6月25日に放送された「AKBINGO!」（日本テレビ系列）では下尾にスポットを当てた特集の中で山口県の実家でのプライベートが紹介され、「自然体でいられるのは山口県で、夢を追いかけられるのが東京」と語った。
2018年にMnetで放送されたオーディション番組『PRODUCE 48』に出演し、ダンスやパフォーマンスのクオリティの高さが韓国で注目を集めた。
2018年7月20日に放送された同番組の第6話ではポジション評価の様子が放送され、24日には各動画サイトを通じ、この評価で行われたステージの個人フォーカス動画が公開。韓国の動画サイト「NAVER TV」では、下尾のフォーカス動画の再生回数がHKT48の宮脇咲良に続いて全体の2位にランクインし、日韓のネット上では絶賛の声が寄せられた。以降も韓国を含む中国、タイなどアジアでの人気が高い。2018年9月に開催中の「山口花博」で行われた下尾のスペシャルライブに韓国から多数のファンが来場した。
すぐに迷子になるため、「おっちょこちょい」や「天然」とよく言われる。劇場公演の曲振りで「＃好きなんだ」の曲名を何度も「好きなんだハッシュタグ」と言い間違えたエピソードは、下尾自身も印象的な事件として挙げている。

## AKB48での参加楽曲

### シングル選抜楽曲
- 「心のプラカード」に収録
  - 47の素敵な街へ - 「Team 8」名義
- 「希望的リフレイン」に収録
  - 制服の羽根 - 「Team 8」名義
- 「Green Flash」に収録
  - 挨拶から始めよう - 「Team 8」名義
- 「唇にBe My Baby」に収録
  - あまのじゃくバッタ - 「Team 8」名義
- 「翼はいらない」に収録
  - 夢へのルート - 「Team 8」名義
- 「ハイテンション」に収録
  - 思春期のアドレナリン - 「Team 8 WEST」名義
- 「11月のアンクレット」に収録
  - 生きることに熱狂を! - 「Team 8」名義
- 「Teacher Teacher」に収録
  - ロマンティック準備中 - 「Team A」名義
- NO WAY MAN
- ジワるDAYS
  - 初恋ドア - 「坂道AKB」名義[27]
- 「サステナブル」に収録
  - 好きだ 好きだ 好きだ - 「Team 8」名義
- 「失恋、ありがとう」に収録
  - ジタバタ - 「Team 8」名義
- 根も葉もRumor
  - 離れていても
  - 西高東低 - 「Team 8」名義
- 元カレです
  - アンジー - 「Team 4」名義
- 久しぶりのリップグロス
  - わがままメタバース - 「AKB48 SURREAL」名義、「MIU」として参加
- 「どうしても君が好きだ」に収録
  - サヨナラじゃない - 「Team 8」名義
  - Wonderland - 「AKB48 SURREAL」名義
- アイドルなんかじゃなかったら
- カラコンウインク
- 恋 詰んじゃった
- 「まさかのConfession」に収録
  - 桜の花びらたち 2025
  - タイムマシン不要論 - 「Universe Girls」名義
- 「Oh my pumpkin!」に収録
  - 意思の大木 - 「Under Girls」名義

### アルバム選抜楽曲
『ここがロドスだ、ここで跳べ!』に収録
- へなちょこサポート - 「Team 8」名義

『0と1の間』に収録
- 一生の間に何人と出逢えるのだろう - 「Team 8」名義

『なんてったってAKB48』に収録
- 時をかける少女 - （原田知世のカバー）
- なんてったってアイドル - （小泉今日子のカバー）
- LOVEマシーン - （モーニング娘。のカバー）

### 配信楽曲
AKB48名義
- Oh my pumpkin!（AKB48 members ver.）

PRODUCE48名義
- 내꺼야 / NEKKOYA (PICK ME)（2018年5月10日）
- コンセプト課題オリジナル曲アルバム『30 Girls 6 Concepts』（2018年8月18日）に収録
  - 1000％ - 「Summer Wish」名義
- デビュー評価オリジナル曲アルバム『PRODUCE 48 - FINAL』（2018年9月1日）に収録
  - 好きになっちゃうだろう?
  - 夢を見ている間

### 劇場公演ユニット曲
チーム8 1st Stage「PARTYが始まるよ」公演
- クラスメイト
- あなたとクリスマスイブ（下青木香鈴のユニットアンダー）

チーム8 2nd Stage「会いたかった」公演
- 嘆きのフィギュア（下青木香鈴・倉野尾成美のユニットアンダー）
- 涙の湘南（谷口もかのユニットアンダー）
- 渚のCHERRY（倉野尾成美・谷口もかのユニットアンダー）
- ガラスのI LOVE YOU（下青木香鈴のユニットアンダー）
- 背中から抱きしめて（横道侑里・太田奈緒のユニットアンダー）
- リオの革命（谷口もかのユニットアンダー）

トップリード「君も8で泣こうじゃないか」公演
- 涙に沈む太陽
- この涙を君に捧ぐ

岡部チームA「目撃者」公演
- 愛しさのアクセル

湯浅順司「その雫は、未来へと繋がる虹になる。」公演
- 10クローネとパン（吉川七瀬のユニットアンダー）
- MARIA（チームK 3rd Stage「脳内パラダイス」）
- 君は僕の風（清水麻璃亜のユニットアンダー）

倉野尾チーム4「サムネイル」公演
- すべては途中経過
- ひび割れた鏡

リバイバル公演「僕の太陽」（2021年開始）
- 僕とジュリエットとジェットコースター（湯本亜美のアンダー）
- 向日葵（湯本亜美のアンダー）

「ここからだ」公演
- クリスマスリング

## 出演

### テレビドラマ
- 怪談新耳袋 暗黒 「乗客」（2023年8月10日、BS-TBS・BS-TBS 4K） - 若い女 役[28]
- 日曜劇場キャスター 第4話（2025年5月4日、TBS） - 宮野雪 役[29][30]

### その他のテレビ番組
- 山口からてっぺん目指せ!!AKB48チーム8 下尾みうアイドル向上委員会!!（2016年3月26日、山口放送）[7]
- 発見!やまぐち「このまちに愛たい」（前編：2018年1月1日 - 15日 / 後編：1月16日 - 31日、山口ケーブルテレビ）[31]
- PRODUCE 48（2018年6月15日 - 8月31日、Mnet・BSスカパー!）
- Mnet年末特番 FUN!FAN!HWAN!〜BTS&SEVENTEEN編（2020年12月30日 - 31日、Mnet） - MC[32]
- MタメBANG！（2021年6月6日 - 2022年12月30日、Mnet） - 古家正亨と共にMC[33][34]
- AKB48、久しぶりの二度目旅（2024年8月3日 - 2024年8月24日、山梨放送）

### 映画
- 父と娘で奏でる奇跡の唄声（2019年2月8日〈全国〉 / 5月18日〈札幌〉、タカモトピクチャーズ） - 主演・木本公美佳 役（堀川りょうとW主演）[35]
- 美男ペコパンと悪魔（2023年5月4日〈横浜国際映画祭にて招待上映〉[36] / 6月2日〈全国〉、アイエス・フィールド） - 主演・ボールドゥール / 太田亜美 役 ※1人2役（阿久津仁愛とW主演）[37][38][39]

### 舞台
- PU-PU-JUICE 第29回公演「フェイクニュース」（2021年4月8日 - 18日、シアタートラム） - 内野沙耶 役[40][12]
- 舞台「マジムリ学園-LOUDNESS-」（2021年8月20日 - 29日、品川プリンスホテル ステラボール） - シュナーベル 役[41]
- 日本劇作家協会プログラム OFFICE SHIKA MUSICAL 雑踏音楽劇「ネオンキッズ」（2022年3月3日 - 14日、座・高円寺1 / 18日 - 21日、伊丹アイホール） - 透子 役[42][43]
- AKB48 Team 8「KISS 8」（キス バイ エイト）-8th Anniversary Special Performance-（2022年5月14日 - 21日、天王洲 銀河劇場）[44][45][46]
- 坊っちゃん劇場第16作 ジョン万次郎漂流180周年ミュージカル「ジョン マイ ラブ 2023 -ジョン万次郎と鉄の7年-」（2023年1月28日 - 29日、サンシャイン劇場） - 主演・鉄 役（川原美咲・高岡薫とのトリプルキャスト）[47]
- 演劇集団Z-Lion 第13回公演「笑ってもいい家」（2023年7月1日 - 9日、俳優座劇場） - 安井かすが 役[48]
- PU-PU-JUICE 第30回記念公演「革命の家」（2025年1月9日 - 13日、シアターサンモール） - 石田恵 役[49]

#### 朗読劇
- うち劇「『カラオケミュージカル』タイムリープガール」（2021年10月16日、ライブ配信） - マミ 役[50]
- 朗読劇「美男ペコパンと悪魔」（2023年3月10日 - 15日、DDD青山クロスシアター） - ボールドゥール 役[51][52]

### CM・広告
- 山口朝日放送 高校野球中継「きらり夏2016 全国高等学校野球選手権山口大会」（2016年6月 - ） - 応援キャラクター[53]
  - 第98回全国高校野球選手権山口大会抽選会 番宣CM（2016年6月14日 - ）
  - 第98回全国高等学校野球選手権大会 山口大会 番組CM
- O.C.S.D. 奈良育英中学校・高等学校 新制服モデル（2020年3月3日 - ）[54][55]

### 広報
- ねんりんピック 下関市交流大会（2015年） - 応援大使[56]

### ネット配信
- 宇部興産「橋を架けるJK」（2017年8月1日、宇部興産 Ube Industries Japan公式YouTubeチャンネル）[57]

### インターネットテレビ
- キレイを磨く!エクストリームBeauty（2018年10月15日・30日・2019年3月26日、DHCテレビ）
- DHC渋谷スタジオ製作委員会（2019年6月7日 - 7月25日、DHCテレビ）
- #渋谷オルガン坂生徒会（2019年7月28日 - 2022年10月29日、DHCテレビ） - レギュラー[58]

### アプリ
- KISSMILLe-100シーンの恋チャット小説- 「【DEEP HaCK】」（2021年） - リタ 役[59]

### イベント
- しものせき馬関まつり ねんりんピックおいでませ! 山口2015下関市交流大会50日前イベント（2015年8月22日、下関市）[60]
- 山口消防 春の防火まつり（2019年3月2日、山口井筒屋 エントランスホール・山口市中心商店街） - 山口市消防本部1日消防長[61]
- 第30回 マイナビ 東京ガールズコレクション 2020 SPRING/SUMMER（2020年2月29日、国立代々木競技場第一体育館）[62][63]

## 書籍

### 新聞・Web連載
- 読売新聞 山口県版・読売新聞オンライン（2019年4月3日 - 2021年3月26日、読売新聞西部本社・読売新聞社） - 月刊チーム8「下尾みうの言いたいことがあるんだよ。」を連載[64][65]

### 写真集
- 1st写真集「僕だけのもの」（2024年2月9日、KADOKAWA）ISBN 978-4040752495[66][67]